# Хасин, Рувим Аронович
Рувим Аронович Хасин (1914—?) — учёный-геолог, лауреат премии имени В. А. Обручева (1994).

## Биография
Родился в 1914 году.
В 1938 году — окончил Ростовский государственный университет.
С 1939 года работал в тресте «Спецгео».
В период с 1940 по 1945 годы — командируется в Монголию. Работал там в качестве старшего геолога и начальника геологопоисковых партий, которые вели широкие геологические исследования главным образом в восточной Монголии, тогда ещё слабо изученной в геологическом отношении.
Были открыты оловянно-вольфрамовое месторождение Модото с крупными россыпями Баин-Мод и Хучжихан, а также вольфрамовые месторождения Тумэн-Цогто, Шара-Хада, ряд проявлений этих полезных ископаемых и месторождений плавикового шпата в других районах страны.
В 1950 году — защитил кандидатскую диссертацию.
Вторично был командирован в Монголию в 1955 году и работал там в течение двух лет в качестве главного геолога экспедиции.
Автор более 100 работ по различным проблемам геологии и полезных ископаемых, наибольший интерес представляют проблемы магматизма и металлогении.
Первый разработал схему магматизма монгольской части Центрально-Азиатского складчатого пояса, выявил основные закономерности эволюции магматизма и составлена карта распространения на её территории магматических формаций, а также тектоническая схема и ряд прогнозных мелкомасштабных металлогенических карт.
С 1966 года — главный геолог Восточной экспедиции МинГЕО СССР.

## Награды
- Орден Полярной Звезды (МНР, 1956)
- Сталинская премия за выдающиеся изобретения и коренные усовершенствования методов производственной работы третьей степени (в составе группы, в области разведки и добычи полезных ископаемых, за 1951 год) — за открытие и промышленное освоение месторождений полезных ископаемых (месторождение касситерита в Монголии)
- Медаль «За трудовое отличие» (1949)
- Медаль «За трудовую доблесть» (1951)
- Премия имени В. А. Обручева (совместно с Н. А. Мариновым, за 1994 год) — за монографию «Геология Монгольской Народной Республики» (в трех томах)